# Erdbeben von Dubrovnik 1667

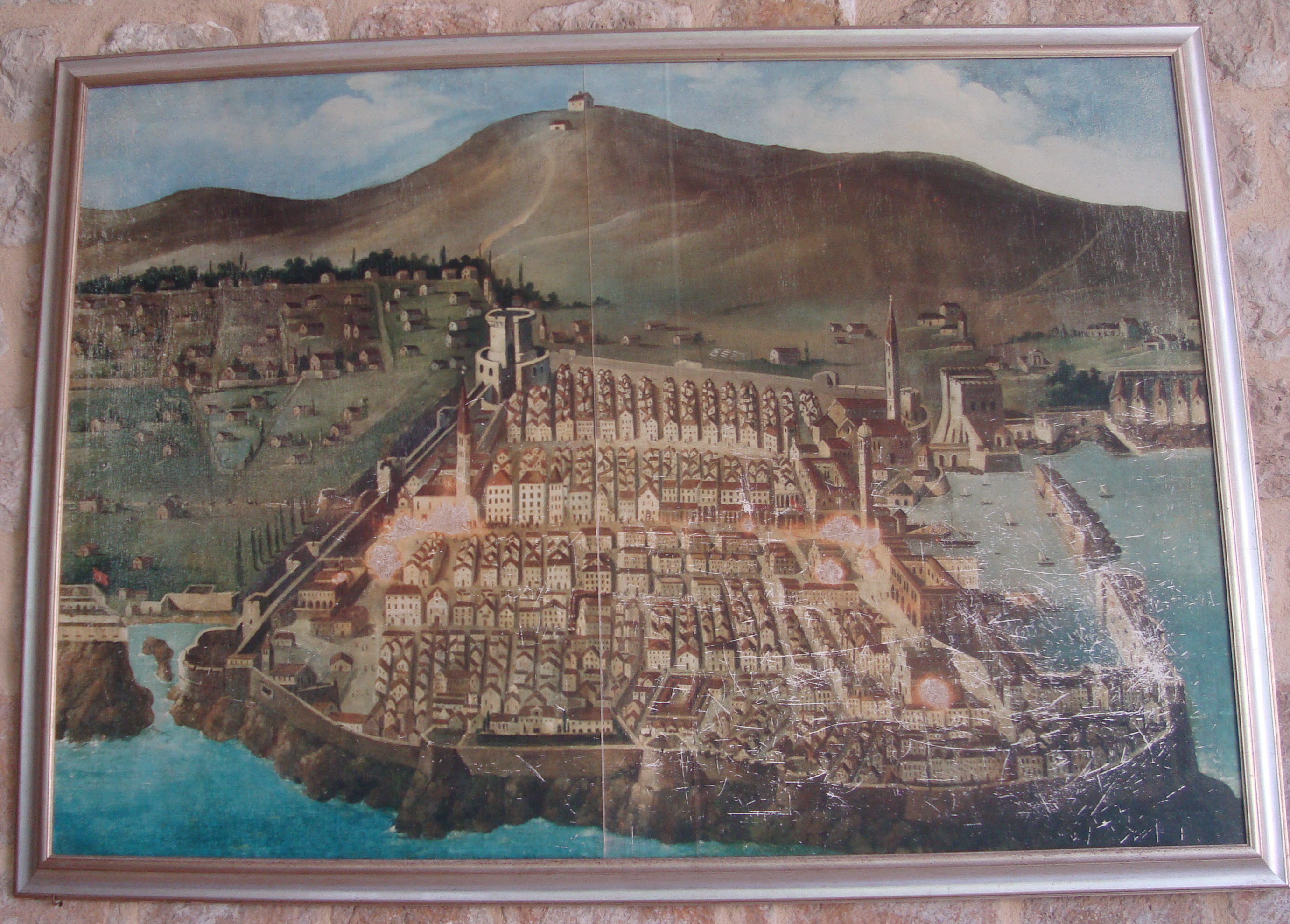
Kopie eines Gemäldes, das an den Wänden des romanischen Kreuzgangs des Franziskanerklosters in Dubrovnik in Kroatien hängt und Dubrovnik vor dem Erdbeben von 1667 darstellt.

Das große Erdbeben von Dubrovnik vom 6. April 1667 war das stärkste je dokumentierte Erdbeben an der Dalmatinischen Küste. Es zerstörte die Stadt Dubrovnik, die damals unter dem Namen Ragusa Hauptstadt der Republik Ragusa war. Es war eines der stärksten Erdbeben auf dem Boden des heutigen Kroatien.

## Tektonischer Hintergrund
Aufgrund der Nähe zur Plattengrenze zwischen Eurasischer und Afrikanischer Platte kam es immer wieder zu Erdbeben in der Region. Das früheste Beben, das im Erdbebenkatalog des Instituts für Geophysik der Universität Zagreb verzeichnet ist, datiert auf das Jahr 373 v. Chr. und hatte sein Epizentrum nahe der heutigen Stadt. Es gibt Berichte über starke Erdbeben in den Jahren 376, 1471, 1482, 1504, 1516 und 1520, die Schäden in der Stadt verursachten.

## Das Erdbeben
Ungefähr gegen 8:45 Uhr morgens erschütterte das Erdbeben die dalmatinische Küste. Sein Epizentrum wurde lange im Meer einige Kilometer vor der Stadt angenommen, neueren seismologische Analysen zufolge lag es nur wenige hundert Meter vom Stadtzentrum entfernt. Die Herdtiefe betrug vermutlich 10–12 Kilometer. Die Erschütterungen dauerten nur wenige Sekunden an, wurden aber im Stadtgebiet mit einer Intensität von IX° bis X° nach EMS-98 wahrgenommen. Auch in zahlreichen weiteren Städten war das Beben deutlich zu verspüren, in Kotor erreichte die Intensität IX°, in Bar VII–VIII° und in Venedig und Neapel war das Beben noch mit III–IV° wahrzunehmen. Aufgrund der überlieferten Erfahrungs- und Schadensberichte wird eine Magnitude des Bebens von 7,06 Mw und eine Ausdehnung des Herdes von ungefähr 30 Kilometern angenommen.
Dem Hauptbeben waren mindestens zwei eher schwache Vorbeben vorausgegangen und über Wochen hinweg ereigneten sich zahlreichen Nachbeben.

## Auswirkungen
Die schwersten Schäden entstanden in Ragusa (Dubrovnik). Felsbrocken lösten sich vom Hausberg Srđ, rollten in die Stadt und zerstörten alles in ihrem Weg. Das Meer zog sich mehrmals tsunamiartig aus dem Hafen zurück und kehrte kraftvoll zurück. Am Boden bildeten sich Risse, Quellen versiegten. Aufgewirbelter Staub verdunkelte den Himmel. Starke Winde fachten Flammen in Feuerstellen und Bäckereien so an, dass sich rasch ein Brand über die ganze Stadt ausbreitete, der tagelang nicht gelöscht werden konnte. Durch das Beben und den Stadtbrand wurde der Ort innerhalb der relativ unbeschädigten Stadtmauer zu einer Ansammlung rauchender Ruinen reduziert. In der Stadt wurden etwa drei Viertel der öffentlichen Gebäude zerstört, die Kathedrale von Dubrovnik sowie die meisten Kirchen der Stadt wurden völlig zerstört. Auch die heute zur Stadt gehörenden Vororte Gruž und Rijeka Dubrovačka wurden zerstört. Viele der Überlebenden flohen aus der Stadt in das Umland und auf die nahegelegenen Inseln. Die Stadt hatte vor dem Erdbeben etwa 30.000 Einwohner, in den Tagen nach dem Beben war es nur mehr die Hälfte. Die Zahl der Toten wurde nie genau bestimmt, aber man geht davon aus, dass etwa 2000 bis 4000 Menschen ihr Leben verloren, darunter auch der Rektor der Republik Ragusa. Die Republik hielt die Opferzahlen geheim, um ihren Gegenspielern, dem Osmanischen Reich und der Republik Venedig das Ausmaß der Schwächung des Staates zu verheimlichen. Die Katastrophe schwächte auch die Institutionen des Staates und die traditionelle politische Hierarchie. In Abwesenheit von staatlichen Autoritäten wurden die Ruinen hemmungslos geplündert. Der Wiederaufbau von Dubrovnik erfolgte in einem strengen und schlichten Barockstil.
Schwere Schäden entstanden auch in Kotor und auf den Inseln Koločep und Lopud. Auch andere Orte, Festungen, Kirchen und Klöster in der Region wurden beschädigt. Über die Zerstörungen im damals nahegelegenen Gebiet des Osmanischen Reiches ist wenig bekannt, da einerseits dort durch spätere Kriegshandlungen zahlreiche Archive zerstört wurden und andererseits einige osmanische, in arabischer Schrift verfasste Dokumente bislang noch nicht ausgewertet wurden.

## Belege
1. ↑  Davorka Herak, Marijan Herak: Veliki dubrovački potres 1667. godine. (Memento des Originals vom 22. Juni 2020 im Internet Archive)  Info: Der Archivlink wurde automatisch eingesetzt und noch nicht geprüft. Bitte prüfe Original- und Archivlink gemäß Anleitung und entferne dann diesen Hinweis. In: pmf.unizg.hr, abgerufen am 2. Juli 2020 (kroatisch).